# Michel Chauvet (ethnobotaniste)
Pour les articles homonymes, voir Michel Chauvet.
Michel Chauvet est un ingénieur agronome, ethnobotaniste et linguiste français, qui a initié et réalisé de nombreux travaux sur la connaissance des plantes et de leurs origines, leurs dénominations et leurs usages par les hommes sur les cinq continents,.

## Biographie
La botanique est sa passion dès son plus jeune âge. Ses parents travaillent dans des bureaux, son père en tant que gendarme et sa mère comme agent d'assurances. C'est surtout auprès de ses grands-parents, qui vivent dans une maison en Charente, qu'il découvre la campagne. Il commence à composer un herbier très jeune. Adolescent, il se prend de passion pour la linguistique. Il apprend plusieurs langues au lycée et sait lire dans une douzaine de langues différentes. Ce double intérêt l'amène à rédiger une thèse mêlant deux disciplines : Les noms des crucifères dans les langues européennes, sous la direction d'André-Georges Haudricourt, le fondateur de l'ethnobotanique en France, linguiste, géographe et agronome, qui fut aussi le maître du linguiste Claude Hagège.
Il suit ses classes préparatoires aux grandes écoles au lycée Michel Montaigne de Bordeaux puis intègre l'« Agro de Paris », l'Institut national agronomique (INA). Devenu agronome, Michel Chauvet est ingénieur de recherche au centre Inra de Montpellier. Il est durant dix-sept ans chargé de mission au Bureau des ressources génétiques créé en 1983 par André Cauderon (Secrétaire perpétuel de l'Académie d'agriculture de France). Il est aussi militant pour la défense de la diversité des espèces végétales, et signe avec Louis Olivier un ouvrage sur La biodiversité, enjeu planétaire en 1993. Il participe aux négociations internationales portant sur cette thématique, ainsi qu'à un programme international d'inventaire des plantes utiles. Conseiller scientifique à Agropolis Museum, le musée des agricultures et des alimentations du monde de 2003 à 2007, il est, à partir de 2007, chargé de mission « Diffusion de la culture scientifique et technique » à l'Agropolis International.
Estimant qu'il faut compléter ces connaissances par un ouvrage décrivant les plantes cultivées, notamment pour l'alimentation humaine, Michel Chauvet s'attèle à l'Encyclopédie des plantes alimentaires, consultant tous les ouvrages et documents historiques, des plus anciens aux plus contemporains, ésotériques comme scientifiques. Il tient, pour chaque document consulté, à remonter à la source des informations, dans la langue originelle. Cela l'amène à s'intéresser plus particulièrement à la linguistique et à pratiquer de nombreuses langues, dont des langues anciennes dans le but d'y voir le plus clair possible dans les dénominations des plantes à travers le monde, passant ainsi toutes ces sources au crible des connaissances botaniques, agronomiques et génétiques. Enfin, il associe dix-neuf illustrateurs qui, au fil des années, dans le même esprit que pour le livre sur les plantes protégées, présentent pour chaque plante une illustration botanique mettant en avant les traits caractéristiques de chacune d'elles, mieux que ne le ferait une photographie.
Michel Chauvet a également réalisé un travail inédit qui lui a permis de publier en 2024 un dictionnaire des noms latins « Etymologia botanica ». Il a  consulté les descriptions données par les botanistes à travers les âges en cherchant le sens qu’ils ont voulu donner au noms des espèces . Il a pu réaliser ce travail systématique sur les sources grâce à l’accès aux documents sur Internet. Comme les noms provinnent de nombreuses langues, c'est aussi grâce à ses compétences en linguistique qu'il a pu mener cette tâche. Plus de 10 000 espèces y sont ainsi décrites (noms de genre et épithètes).

## Citations
« À défaut de trouver une école de botanique, j'ai fait des études d'agronomie et de génétique, puis je suis parti en coopération militaire au Nicaragua, où j'ai découvert la nature tropicale, des plantes que je ne connaissais pas, les bananes plantains, le manioc, les taros, que j'ai appris à goûter et à nommer… À mon retour, j'ai été recruté par le Centre français du commerce extérieur, où je n'ai cessé d'être confronté aux problèmes de dénomination des légumes. »

« Linguistique et botanique sont, pour moi, indissociables : pour comprendre la nature, il faut commencer par la nommer. Retracer l'histoire des noms permet de retracer celle des plantes, et il faut souvent passer par plusieurs langues pour suivre leur cheminement historique. Ainsi, dans mon Encyclopédie des plantes alimentaires, qui recense près de 700 espèces comestibles, je parle des noms des plantes et de leur évolution. »

## Publications

### Ouvrages
- Michel Chauvet, Etymologia botanica Dictionnaire des noms latins, Biotope, 2024, 791 p. (ISBN 978-2-36662-319-2)
- Adam Maurizio, Introduction Michel Chauvet, Histoire de l'alimentation végétale depuis la préhistoire jusqu'à nos jours (Fac-simile de 1932, Payot), Paris, Ulmer, 2019, 688 p. (ISBN 978-2-841389-14-8, lire en ligne)
- Michel Chauvet, Encyclopédie des plantes alimentaires, Paris, Belin, 2018, 880 p. (ISBN 978-2-7011-5971-3) (prix Jacquiot de l'Académie d'agriculture, prix botanique Redouté, prix du Conseil de la Société botanique de France)[6].
- Daniel Zohary, Maria & Weiss Hopf, Ehud, La domestication des plantes dans l'Ancien Monde, Arles, Actes Sud, 2018, 330., Introduction et compléments par Michel Chauvet
- Nikolaï Vavilov, L'origine des plantes cultivées, Paris, Le Petit Génie (repris par Locus Solus), 2015:, 192 p., . Introduction et compléments par Michel Chauvet.(Médaille de vermeil 2016 de l'Académie d'agriculture).
- Michel Chauvet, PROTA, Ressources végétales de l'Afrique tropicale, Wageningen, Fondation PROTA - Backhuys - CTA, 2004-2013 :, 9 volumes
- Michel Chauvet, Petite flore méditerranéenne. Nos légumes et leurs cousins sauvages, Sommières, Romain, 2007, 96.
- Claire Doré et Fabrice Varoquaux, Histoire et amélioration de cinquante plantes cultivées, Paris, Éditions Quae, 2006, 812 p. (ISBN 978-2-7380-1215-9, BNF 40116495, présentation en ligne), Chapeaux botanique et historique de Michel Chauvet
- Michel Chauvet, La diversité des céréales, Nantes, Gulf Stream, 2004 (pour des enfants de 10 ans).
- Claude Marco, James Molina, Michel Chauvet, Les salades sauvages. L'ensalada champanèla, Prades, Les Ecologistes de l'Euzière, 2003, 176 p.
- Michel Chauvet, Louis Olivier, La biodiversité, enjeu planétaire. Préserver notre patrimoine génétique, Paris, Le Sang de la Terre, :, 415 p. (Médaille de vermeil 1993 de l'Académie d'agriculture) : premier ouvrage en français sur la biodiversité.
- Pascal Vin, Thierry Delahaye,, Les pommes, une passion, Fernand Nathan, 1991, 168 p., Préface par Michel Chauvet

### Articles
- Michel Chauvet, « L'introduction de nouvelles plantes alimentaires en Europe : un panorama de l'Antiquité à nos jours », dans Catherine Esnouf, Jean Fioramonti et Bruno Laurioux, L'Alimentation à découvert, Paris, CNRS, 2015, 328 p.
- Michel Chauvet, en collaboration avec Gilles Debarle et Kamel Elias, « Les légumes secs en Europe avant et après Christophe Colomb », dans Antoine Jacobsohn, Du fayot au mangetout, l'histoire du haricot sans en perdre le fil, Rodez, Éditions du Rouergue, 2010, p. 34-45
- Michel Chauvet, « Le rôle du Rift dans l'origine des plantes cultivées », dans Hirsch, Bertrand & Roussel, Bernard, Le Rift est-africain. Une singularité plurielle, Marseille, IRD, 2009, p. 235-241
- Michel Chauvet, « Du chou à la choucroute : la saga d'un légume fermenté en Europe », dans M.-C. Montel, C. Béranger et J. Bonnemaire, Les fermentations au service des produits de terroir, INRA, 2005, p. 65-71
- Michel Chauvet, « Les Cucurbitacées de l'Europe et de la Méditerranée avant Christophe Colomb », dans L'épopée des courges. Cultures et consommations en Europe, Jacobsohn, Antoine Lume, 2005, p. 17-37
- (en) Michel Chauvet, The natural and social history of the grasses, Viruses and Virus Disease of Poaceae, Paris, Lapierre H. et Signoret P. INRA-Édition, 2004, 857 p.
- Michel Chauvet, « L'histoire des légumes cultivés en France », Les Dossiers de l'Environnement, Agriculture et biodiversité des plantes, no 21,‎ 2002, p. 9-16
- Michel Chauvet, « Les voyages des agrumes », Hommes et Plantes, no 37,‎ 2001, p. 17-21
- (en) Michel Chauvet, « Note about the history of brèdes », Petits Propos Culinaires, no 59,‎ 1998, p. 41-43
- (en) Michel Chauvet, « The needs for stability in names for germplasm conservation », Proceedings of the international symposium "Improving the stability of names : needs and options", Academic Press Kew,‎ 20-22 février 1991
- Michel Chauvet, « L'histoire des fruits et légumes », dans Le grand livre des fruits et légumes. Histoire, culture et usage, Besançon, Meiller Daniel et Vannier Paul, 1991, p. 329-333 (Actes du colloque « L'évolution des fruits et légumes : histoire, culture, création et usage », Le Creusot, 21-23 mars 1990, ANCR)
- (en) Michel Chauvet, « Taxonomy and nomenclature of cultivated plants : an ethnolinguistic approach », Acta Horticulturae, Wageningen, First International Symposium on Taxonomy of Cultivated Plants, no 182,‎ 12-16 août 1985, p. 101-107
- Michel Chauvet, « Les petits fruits. Leurs noms, leurs usages », Arboriculture Fruitière, nos 329-330,‎ 1981, p. 45-83
- Michel Chauvet, « Pamplemousse et pomélo : un cas exemplaire de conflit entre usage et norme », J. Agric. Trop. Bot. Appl, no 27,‎ 1980, p. 58-81